# 鲁福·埃米利亚诺·韦尔加
鲁福·埃米利亚诺·韦尔加（義大利語：Rufo Emiliano Verga，1969年12月21日—），意大利男子足球运动员，司职后卫。他曾代表意大利参加1992年夏季奥林匹克运动会足球比赛，获得第七名。